# 棋鬼
棋鬼，中国古代传说中的妖怪，叙述一人嗜奕棋而死，虽成鬼但仍嗜奕棋而不得复生。《聊齋誌異‧棋鬼》和《鬼令》、《酒狂》都轻点生前，重写死后。因嗜棋荡产败家被罚到饿鬼狱，又因迷棋耽误重生机会，因棋成鬼，棋迷心窍。從陰間跑到陽間,下棋下昏了李漁,康熙時人,以詞曲知名。

## 原文
颺州督同將軍梁公,解組鄉居,日擕棋酒,游林丘間。會九日登高與客弈,忽有一人來,逡巡局側,耽玩不去。